# Хозяин (фильм, 2023)
«Хозя́ин» — российский драматический фильм режиссёра Юрия Быкова с Артёмом Быстровым, Олегом Фоминым и Клавдией Коршуновой в главных ролях. Фестивальная премьера состоялась в 2023 году, цифровой релиз начался 4 июля 2025 года на Prime Video, Apple TV и других стримингах.

## Сюжет
Главный герой фильма Иван Меньшов — владелец небольшой автомастерской, живущий небогато с женой Анной и тремя детьми. Однажды на трассе он вытаскивает человека из загоревшегося автомобиля. Спасённым оказывается подполковник ФСБ Дмитрий Родин, влиятельный и жёсткий человек, который в благодарность за спасение начинает покровительствовать Ивану. Постепенно выясняется, что Родин живёт праздной и порочной жизнью: пьёт, пользуется служебным положением, заводит случайные сексуальные связи с женщинами, равнодушен к своей жене Ольге. Меньшовы его опасаются, но Иван убеждает жену, что эта дружба будет им полезна. На фоне личной истории проходят массовые протесты: в самом начале фильма герои смотрят репортаж о митингах в Москве, вызванных выборами в Мосгордуму, а позже и в регионе начинаются протесты против свалки.
За год жизнь супругов меняется: автосервис превращается в успешное предприятие, они переезжают в новый двухэтажный дом, дети переходят в элитную школу. При этом Иван становится более жёстким и властным, его отношения с женой ухудшаются. После того, как Иван и Родин проводят время в стриптиз-клубе в компании проституток, Анна просит Родина оставить их в покое, но тот реагирует агрессивно и намекает на интимную связь, так что Анна в ужасе убегает. Иван, узнав обо всём, врывается в кабинет Родина во время жестокого допроса задержанного из-за протестов блогера. Родин угрожает ему 10 годами строгого режима за нападение на сотрудника при исполнении. Иван отступает, заявляя о разрыве отношений. В ту же ночь автосервис Меньшова сгорает, Иван попадает под подозрение в поджоге из-за проблем с налоговой.
Проходит три месяца. Иван снова живёт скромно и работает в автомастерской своего друга Никиты. Его дочери Рите диагностируют рак, Анна обращается за помощью к Родину и предлагает себя, чтобы спасти ребёнка. В финальной сцене Родин в своём доме кормит сына-инвалида и говорит с женой о возможном разводе, когда врывается Иван с ружьём. Он заставляет Родина встать на колени и сказать ему: «Ты — человек», а затем требует извинений. Родин говорит, что ничего не делал с Анной, и обещает, что с Ритой «всё будет хорошо». Растерянный Иван выходит из дома и бежит по заснеженной улице мимо цепи протестующих и силовиков.

## В ролях
| Актёр               | Роль                 |
| ------------------- | -------------------- |
| Артём Быстров       | Иван Меньшов         |
| Олег Фомин          | Дмитрий Родин        |
| Клавдия Коршунова   | Анна Меньшова        |
| Кирилл Плетнёв      | Никита               |
| Екатерина Редникова | Ольга                |
| Дарья Полунеева     | дочь Меньшовых Рита  |
| Артём Борзовский    | сын Меньшовых Антон  |
| Роман Борзовский    | сын Меньшовых Кирилл |

## Создание и релиз
Работа над фильмом началась в 2020 году. Съёмки проходили в Карелии. Производством занималась российская компания Hype Film, продюсерами стали Илья Стюарт, Павел Буря, Мурад Османн, сопродюсером — Николаас Селис. В работе над проектом участвовали также швейцарская компания Bord Cadre Films и британская Sovereign Films. Картина была представлена на Берлинском кинофестивале в феврале 2023 года. Премьерный показ состоялся 9 ноября 2023 года на Женевском кинофестивале. 4 июля 2025 года картина появилась на Prime Video, Apple TV и других стримингах. В российский театральный прокат она так и не попала.
Один из первых рецензентов увидел в фильме множество несоответствий историческим реалиям и определённую фальшивость финала: по его мнению, прозрение Ивана Меньшова выглядит малоправдоподобно.